# Carlos Martínez I
Carlos Martínez (fl. XX secolo) è stato un calciatore uruguaiano, di ruolo centrocampista.

## Carriera

### Club
In Argentina ha militato per tre stagioni nelle file dell'Huracán.
In patria ha giocato per il Rampla Juniors.

### Nazionale
Ha totalizzato 13 presenze in nazionale, senza mettere a segno reti, esordendo il 6 gennaio 1937 e giocando l'ultima gara il 26 febbraio 1941. Fu convocato sia alla Coppa America del 1937 che a quella del 1941, conquistando un terzo ed un secondo posto.

## Palmarès

### Club

#### Competizioni nazionali
- Segunda División Profesional de Uruguay: 1

Rampla Juniors: 1944